# Stade olympique Lluís-Companys
Le stade olympique Lluís Companys — (en catalan : Estadi Olímpic Lluís Companys) et (en espagnol : Estadio Olímpico Lluís Companys) — communément connu sous le nom de « stade de Montjuïc » en raison de sa localisation, est un stade olympique de 49 472 places, situé dans l'arrondissement de Sants-Montjuïc, au cœur de l'Anneau olympique de Barcelone en Catalogne.
Situé sur la montagne de Montjuïc au centre sud-ouest de la ville, le stade porte aujourd'hui le nom du président catalan Lluís Companys, exécuté par les nationalistes au château de Montjuïc pendant la Seconde Guerre mondiale.
Hôte de la cérémonie d'ouverture des Jeux Olympiques d'été de 1992 et géré désormais par la mairie de Barcelone, le site accueille de nos jours des événements sportifs et musicaux d'envergure européenne et internationale.

## Historique
Le stade est construit à l'origine par l'architecte catalan Pere Domènech i Roura, fils de l'architecte moderniste Lluís Domènech i Montaner à l'occasion de l'exposition universelle de 1929 de Barcelone. Réorganisé pour accueillir le 19 juin 1936 la cérémonie d'ouverture des Olympiades populaires de 1936 en réponse aux Jeux Olympiques de 1936 à Berlin d'Hitler, il est utilisé, durant la guerre d'Espagne (1936-1939), d'abri humanitaire pour les réfugiés républicains. 
Le stade est réhabilité en 1989 à l'occasion des Jeux olympiques d'été de Barcelone de 1992 et accueille la cérémonie d'ouverture sous le nom de « stade de Montjuïc » .
En 2001, le complexe sportif est nommé « stade olympique Lluís Companys » en hommage au président de la généralité de Catalogne arrêté par la Gestapo et livré par la France de Vichy sous l'Occupation nazie, exécuté dans le château de Montjuïc par les nationalistes de Franco en 1940 , et dont le mausolée (Fossar de la Pedrera) est situé à proximité du stade.
Jusqu'en 1975, le stade sert de paddock à l'occasion du Grand prix d'Espagne de Formule 1. Pour des raisons de sécurité, les coureurs cette année-là étaient prêts à boycotter ce grand prix mais deux raisons permettent finalement à la course de se dérouler : le fait que tout était en place (les voitures et les équipes) et la réaction du régime de Franco. Cependant, la tragédie n'est pas évitée, bien que le double vainqueur Emerson Fittipaldi se soit retiré au bout d'un seul tour. Au 26e tour, la voiture de Rolf Stommelen sort dans le décor, tuant quatre spectateurs. La course est arrêtée et la victoire attribuée à Jochen Mass, bien que la moitié des points seulement soient distribués. C'est le dernier grand prix organisé au Stade olympique.
Le stade a également servi au RCD Espanyol de 1997 à 2009, jusqu'à ce qu'un nouveau stade soit construit à quelques kilomètres : le stade Cornellà-El Prat.
Refaite en bleu à l'occasion des championnats d'Europe d'athlétisme du 26 juillet au 1er août 2010, la piste d'athlétisme barcelonaise a été fabriquée par Mondo, une Mondotrack FTX, à partir d'une surface synthétique considérée comme la plus rapide jamais développée. C'est cette même firme qui avait conçu la piste des JO 1976 à Montréal au Canada, celle des JO 2008 de Pékin en Chine, ou celle des mondiaux en salle 2010 de Doha au Qatar.
En juin 2009, le stade accueille pour la première fois un match de rugby. Il s'agit d'une rencontre de rugby à XIII comptant pour la Super League anglaise et opposant les Dragons catalans aux Warrington Wolves. L'affluence s'élève à 18 500 spectateurs. En avril 2011, le stade accueille pour la première fois un match de rugby à XV, opposant les clubs français de l'USA Perpignan et du RC Toulon en quart de finale de H-Cup, affichant cette fois complet.
Au mois de mars 2022, le FC Barcelone annonce qu’il y jouera pendant près de deux ans le temps de la rénovation de son stade, le Camp Nou, dont les travaux débuteront en 2023 pour se terminer en 2025.

## Événements
- Madonna, juillet 1990 « Blond Ambition World Tour »
- Les 13 et 14 juin 1990, les Rolling Stones jouent première fois dans ce stade dans le cadre du Steel Wheels/Urban Jungle tour. A date, ils y ont donné un total de 7 concerts.
- Dans le cadre de sa tournée Foreign Affair: The Farewell Tour, la chanteuse Tina Turner s’est produite les 5 et 6 octobre 1990.
- Concert Monsters Of Rock avec AC/DC, Metallica, Tesla, Legione 1991
- Jeux méditerranéens de 1955
- Coupe du monde des nations d'athlétisme 1989
- Jeux olympiques d'été de 1992
- Jeux paralympiques d'été 1992
- Concert de Michael Jackson lors de sa tournée Dangerous World Tour le 18 septembre 1992 devant 42.000 spectateurs
- Jeux mondiaux des policiers et pompiers, 2003
- Match de rugby à XIII pour le compte de la Super League opposant les Dragons Catalans aux Warrington Wolves le 20 juin 2009 ;
- Championnats d'Europe d'athlétisme 2010
- Quart de finale de coupe d'Europe de rugby à XV entre l'USA Perpignan et le RC Toulon le 9 avril 2011.
- Supercoupe de Catalogne disputée entre le FC Barcelone et l'Espanyol le 31 juillet 2012.
- Match de Top 14 entre le Stade toulousain et l'USA Perpignan le 15 septembre.2012
- Match de Top 14 entre l'USA Perpignan et le RC Toulon le 19 avril 2014
- One Direction s'est produit au stade olympique Lluís-Companys le 8 juillet 2014 pour leur tournée Where We Are Tour.
- Bruno Mars dans le cadre de sa troisième tournée mondiale « 24K Magic World Tour ».
- Coldplay a performé pendant 4 jours pour leur tournée « Music of the Spheres »[8]
- Concert de Beyoncé le 8 juin 2023 dans le cadre du Renaissance World Tour

## Galerie

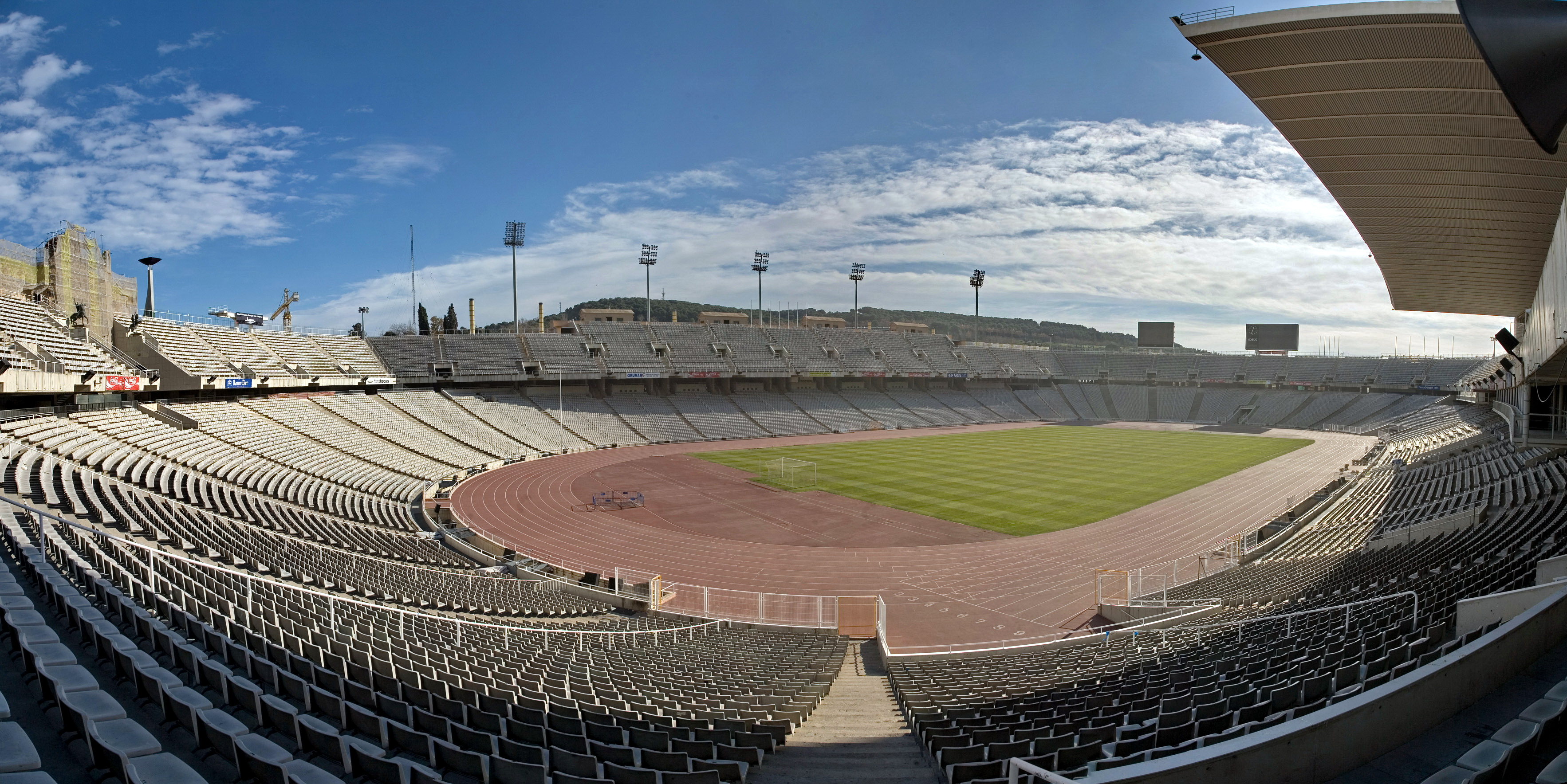
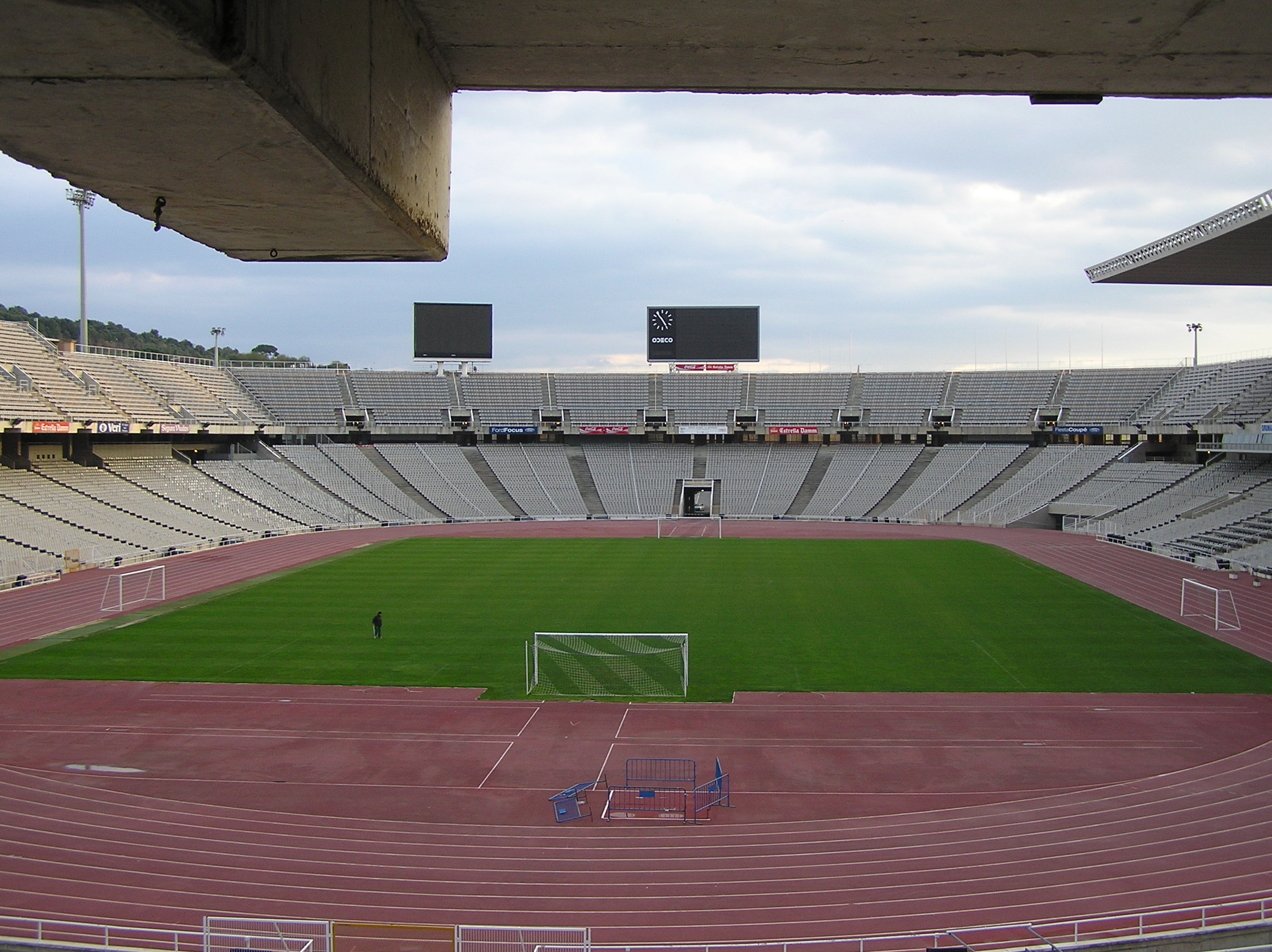
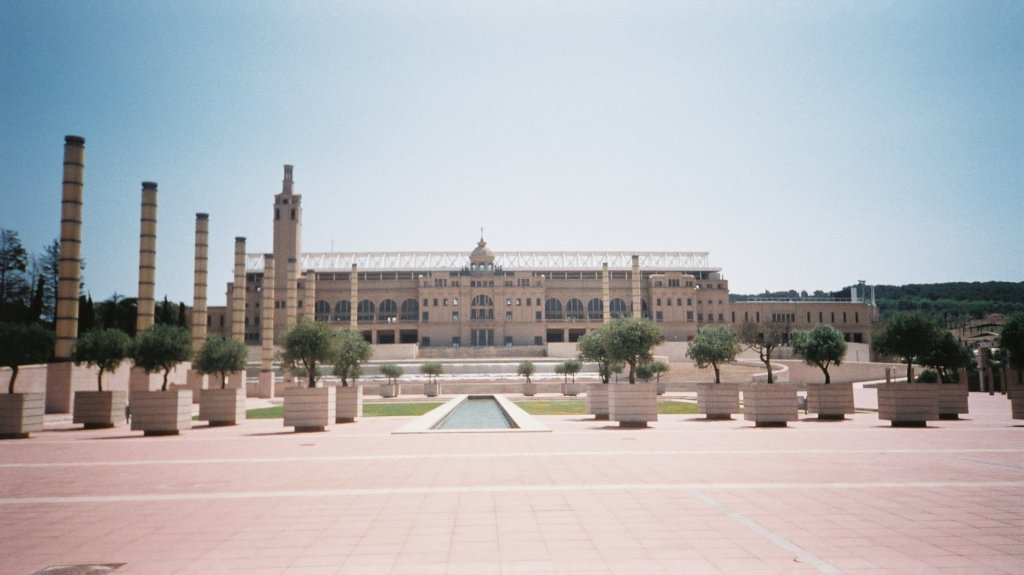
Façade extérieure du Stade olympique Lluís-Companys vue depuis le Paseig de Minici Natal.
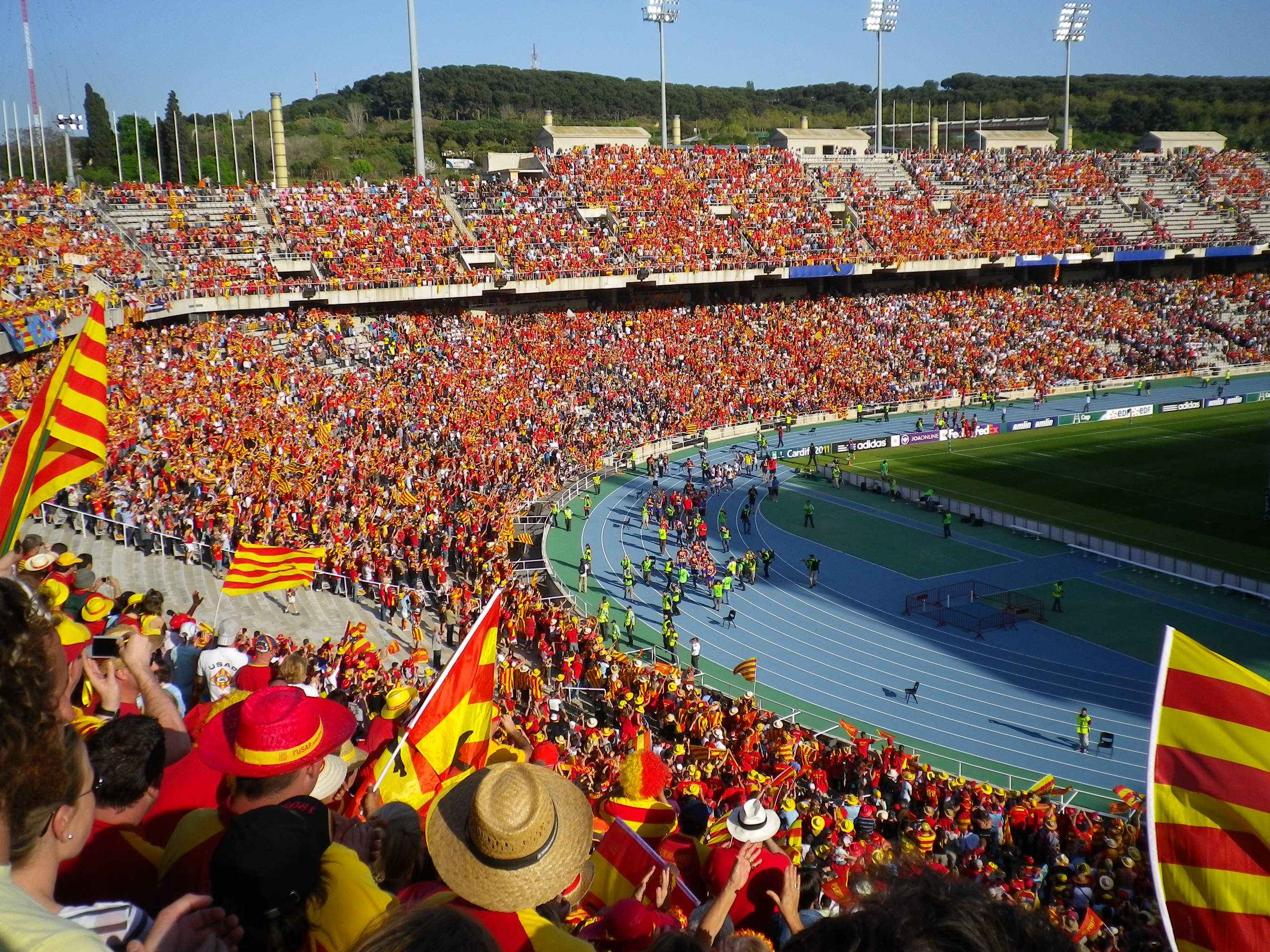
Rencontre USAP - Toulon en 2011